# Нова кейнсианска икономика
Нова кейнсианска икономика (на английски: New Keynesian economics) е школа в съвременната макроикономика, която се стреми да даде микроикономически основи за Кейнсианската икономика. Развива се частично като отговор на критиките към кейнсианската макроикономика от привържениците на новата класическа макроикономика.